# Arild Monsen
Arild Monsen (* 5. April 1962) ist ein ehemaliger norwegischer Skilangläufer.

## Werdegang
Monsen hatte seine ersten internationalen Erfolge bei den Nordischen Junioren-Skiweltmeisterschaften 1981 in Schonach im Schwarzwald. Dort gewann er die Silbermedaille über 15 km und die Goldmedaille mit der Staffel. Im folgenden Jahr holte er bei den Nordischen Junioren-Skiweltmeisterschaften in Murau die Silbermedaille mit der Staffel. Zudem wurde er dort Vierter über 15 km. Sein Debüt im Skilanglauf-Weltcup hatte er im Januar 1982 in Le Brassus, das er auf dem 11. Platz über 15 km beendete. In der Saison 1982/83 erreichte er jeweils mit Platz vier über 15 km in Sarajevo und in Lahti seine besten Platzierungen im Einzelweltcup. Er belegte damit den 11. Platz im Gesamtweltcup. In der Saison 1984/85 kam er mit drei Top-Zehn-Platzierungen im Weltcupeinzel auf den 12. Platz im Gesamtweltcup. Beim Saisonhöhepunkt den nordischen Skiweltmeisterschaften 1985 in Seefeld in Tirol gewann er die Goldmedaille mit der Staffel. Zudem wurde er dort Siebter über 15 km. Im März 1985 errang er in Falun den dritten Platz und im März 1986 den zweiten Platz jeweils mit der Staffel. Bei den nordischen Skiweltmeisterschaften 1987 in Oberstdorf gelang ihn der 20. Platz über 15 km klassisch. Im März 1988 siegte er beim Weltcup in Oslo mit der Staffel. Seine letzten internationalen Rennen absolvierte er bei den nordischen Skiweltmeisterschaften 1989 in Lahti. Dort errang er den 20. Platz über 15 km klassisch und den vierten Platz mit der Staffel. Bei norwegischen Meisterschaften siegte er im Jahr 1985 mit der Staffel von Hokksund Idrettslag und im Jahr 1987 über 15 km. 
Nach seiner aktiven Karriere als Skilangläufer trainierte er in der Saison 2007/08 die kanadische Skilanglauf-Nationalmannschaft. Von 2009 bis 2013 war er Trainer der schwedischen Sprintmannschaft. Seit 2013 trainiert er das norwegische Sprintteam.

## Weltcup-Gesamtplatzierungen
| Saison  | Platz | Punkte |
| ------- | ----- | ------ |
| 1981/82 | 53.   | 10     |
| 1982/83 | 11.   | 55     |
| 1983/84 | 27.   | 30     |
| 1984/85 | 12.   | 58     |
| 1985/86 | 41.   | 5      |
| 1986/87 | 47.   | 3      |